# Alfons Hosta Bellpuig
Alfons Hosta Bellpuig (Girona - Orriols, 2 de novembre de 1936) fou un cirurgià i polític català.

## Biografia
Fou durant la Segona República Espanyola, entre els anys 1934 i 1936, metge municipal de Girona i president a la província d'Acció Popular Catalana,(integrada, amb la CEDA al Front Català d'Ordre) fou assassinat durant a causa de les seves idees el novembre del 1936.
Va ésser detingut per les seves idees a començament de la guerra civil espanyola, el 2 de novembre de 1936 fou tret de la seva cel·la pel director de la presó i deixat en mans de guàrdies d'assalt del govern de la República. Junt amb onze persones més (coneguts posteriorment com els "màrtirs d'Orriols") va ser assassinat a Orriols. Segons una altra font, entre els dies 30 i 31 d'octubre fou tret un nombre indeterminat de persones de la presó de Girona per un grup d'uns quinze milicians pertanyents a diferents comitès antifeixistes, entre els quals hi havia el d'Orriols. D'aquestes, dotze foren trobades mortes a Orriols.
Pare d'Isabel (Betty) Hosta Pujol (nascuda el 23 de setembre de 1918) i Concepció Hosta Pujol, mare aquesta del filòleg, periodista i polític Xavier Pericay Hosta.